# Flugplatz Schmoldow

i7
i11
i13

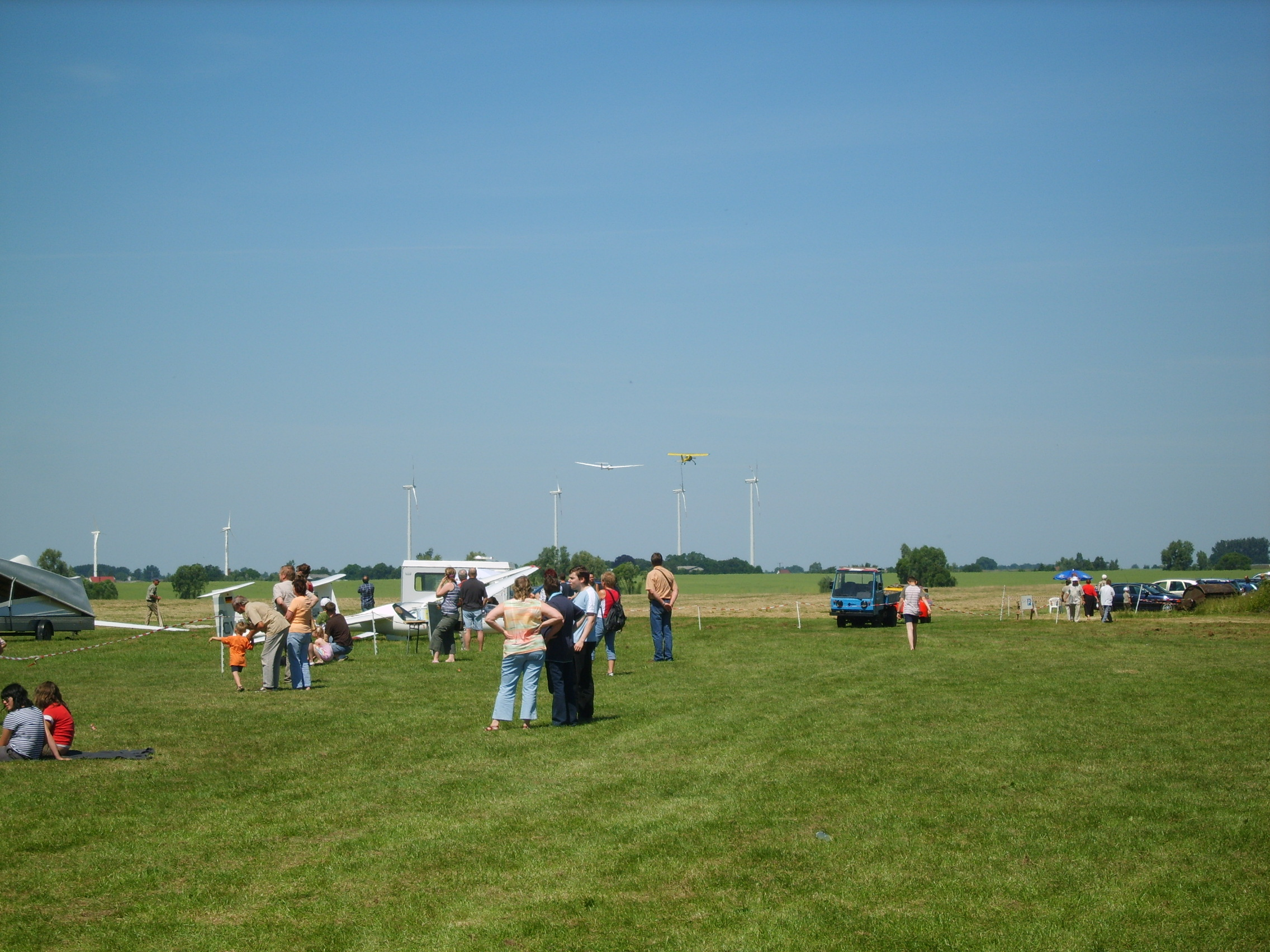
Flugplatzfest am Flugplatz Schmoldow

Der Flugplatz Schmoldow (ICAO-Code: EDBY) ist ein Sonderlandeplatz im Landkreis Vorpommern-Greifswald. Er verfügt über eine 900 Meter lange und 50 Meter breite und eine 550 Meter lange und 30 Meter breite Graspiste (Richtungen 15/33 bzw. 10/28) und ist für Segelflugzeuge, Motorsegler, Ultraleichtflugzeuge und Motorflugzeuge mit einem Höchstabfluggewicht von bis zu 5,7 Tonnen zugelassen.

## Zwischenfälle
- Am 10. April 2009 starteten zwei Piloten mit einer PZL-104 Wilga 35 zu Trainingsflügen und trainierten mehrfach Landungen mit simuliertem Triebwerksausfall. Bei einer weiteren Übung eines Notverfahrens bemerkten Zeugen beim Landeanflug in einer Höhe von 35 bis 45 Metern ein Abfallen des Motorgeräuschs und den Übergang in den Sinkflug. Anschließend prallte das Flugzeug auf der Piste auf, überschlug sich und blieb in Rückenlage liegen. Der 52-jährige Pilot und der 45-jährige Passagier wurden bei dem Aufprall tödlich verletzt.[2]